# Завод азотних добрив у Хазірі
Завод азотних добрив у Хазірі – підприємство індійської хімічної промисловості, яке знаходиться у штаті Гуджарат та належить Krishak Bharati Cooperative Limited (KRIBHCO).
Завод почав роботу в 1986 році та первісно міг випускати 2700 тон аміаку (дві лінії) та 4400 тон сечовини (чотири лінії) на добу. У 2000-му ці показники довели до 3040 тон та 5240 тон відповідно, а після чергової модернізації в 2012-му підприємство може щодобово продукувати 3780 тон аміаку та 6650 тон сечовини, при цьому номінальна річна потужність рахується як 1247 тисяч тон аміаку та 2195 тисяч тон сечовини. Фактичне виробництво може перевищувати цей показник, наприклад, у 2016/2017 бюджетному році підприємство випустило 2353 тисячі тон сечовини.
Як сировину для виробництва аміаку використовують природний газ, що надходить по перемичці від газопереробного заводу Хазіра. Втім, за сприятливої цінової кон’юктури завод може споживати суміш легких нафтопродуктів – naphtha (також є цінною нафтохімічною сировиною і використовується установками парового крекінгу).